# 2ТЭ116А
2ТЭ116А — опытные советские двухсекционные двенадцатиосные грузовые тепловозы с мощностью по дизелю 2×3060 л.с., выпущенные в 1981 году ПО «Ворошиловградтепловоз».

## Описание
В 1977 году Ворошиловградским заводом начал выпускаться двухсекционный тепловоз 2ТЭ121. Имея мощность по дизелям 2×4000 л.с., этот тепловоз по замыслам конструкторов должен был стать флагманом советского тепловозостроения. Но в то же время конструкторы стремились сохранить ограниченный выпуск тепловозов с мощностью по дизелю 3000 л.с. на секцию. И они пришли к идее создания тепловозов такой мощности, но по конструкции максимально унифицированных с 2ТЭ121. В результате был создан проект нового двухсекционного тепловоза, который с дополнениями был утверждён 20 апреля 1979 года инженером Главного управления локомотивного хозяйства Бевзенко А. И. и Главным инженером ВПО «Союзтепловозпутьмаш» Щегловитым Н. Д.
В 1981 году завод выпустил 2 двухсекционных тепловоза, которым присвоили обозначение серии 2ТЭ116А, хотя с тепловозами 2ТЭ116 они кроме элементов экипажной части не имели ничего общего. На тепловозах были применены дизель-генераторы 5-9ДГ, созданные на базе дизель-агрегатов 2В-9ДГ тепловозов 2ТЭ121. Агрегаты 5-9ДГ состояли из дизеля 5-5Д49 мощностью 3060 л.с. и тягового агрегата А-714У2, объединявшего в себе тяговый и вспомогательный синхронные электрогенераторы. Кузова тепловозов 2ТЭ116А унифицированы с кузовами первых тепловозов 2ТЭ121. Тяговые электродвигатели на двух первых тепловозах были модели ЭД-125Б.
30 июня 1981 года Совет министров СССР издал распоряжение № 1293р, основываясь на котором, Ворошиловградский завод внёс изменения в проект тепловозов 2ТЭ116А и в том же году выпустил 2 двухсекционных тепловоза № 003 и 004, на которых уже были применены тяговые электродвигатели ЭД-118Б.
Фактически 2ТЭ116А стал прототипом четырёхсекционного тепловоза 4ТЭ130 с мощностью по дизелям 4×3000 л.с. и выпущенный в следующем 1982 году.
Все тепловозы 2ТЭ116А были направлены в локомотивное депо Кочетовка Юго-Восточной железной дороги для прохождения эксплуатационных испытаний. Сложности с эксплуатацией тепловозов 2ТЭ121 и прекращение его выпуска привели к тому, что унифицированные с ним тепловозы 2ТЭ116А и 2ТЭ130 стало дорого ремонтировать. Поэтому к концу 1980-х 2ТЭ116А начали отставлять от работы, а в 1990-х их списали и впоследствии пустили на металлолом.